# Carl Griffiths
Carl Brian Griffiths (Oswestry, 16 luglio 1971) è un allenatore di calcio ed ex calciatore gallese, di ruolo attaccante.

## Carriera

### Giocatore
Esordisce tra i professionisti all'età di 17 anni con lo Shrewsbury Town, club della seconda divisione inglese, con cui nella sua prima stagione in squadra nonostante la giovane età gioca 28 partite e mette a segno 6 reti; a fine anno la squadra retrocede in terza divisione, categoria nella quale Griffiths nel biennio successivo gioca rispettivamente 18 e 19 partite, mettendo a segno 4 reti in ciascuno dei due campionati. Nella stagione 1991-1992, conclusasi con una retrocessione in quarta divisione, realizza invece 8 reti in 27 presenze; l'anno seguente vince poi il titolo di capocannoniere della quarta divisione inglese alla pari con Darren Foreman, realizzando 27 reti in 42 presenze. Nell'ottobre del 1993, dopo ulteriori 5 reti in 9 presenze in quarta divisione nelle prime settimane della stagione 1993-1994, lascia lo Shrewsbury Town passando per 500000 sterline al Manchester City, con cui nella rimanente parte della stagione mette a segno 4 reti in 16 presenze in prima divisione. Nella stagione 1994-1995 gioca invece 2 partite senza mai segnare, passando poi nell'estate del 1995 come contropartita tecnica nell'acquisto di Kit Symons al Portsmouth, club di seconda divisione: anche qui gioca sostanzialmente da riserva, realizzando 2 reti in 14 partite di First Division 1995-1996.
Nel marzo del 1996 passa per 225000 sterline al Peterborough Utd, in terza divisione: qui conclude la stagione 1995-1996 realizzando una rete in 5 partite di campionato, iniziando poi la stagione successiva con 12 presenze ed una rete, dopo le quali viene ceduto (prima in prestito e poi dopo breve tempo a titolo definitivo) al Leyton Orient, in quarta divisione. Rimane nel club fino al gennaio del 1999, segnando in totale 32 reti in 70 partite di campionato nell'arco di circa due anni solari (divisi su tre diversi campionati) trascorsi in squadra. Dal gennaio del 1999 al termine della stagione 1998-1999 gioca invece prima al Wrexham (3 gol in 4 presenze in terza divisione, in un breve periodo in prestito) e poi al Port Vale, club con cui realizza una rete in 3 presenze in seconda divisione ed in cui ritrova Brian Horton, l'allenatore che l'aveva voluto al Manchester City e che lo acquista nuovamente per 100000 sterline. Dopo ulteriori 5 presenze in seconda divisione con i Valiants, nel dicembre del 1999 torna per 100000 sterline al Leyton Orient, dove conclude la stagione realizzando 4 reti in 11 presenze in quarta divisione. Nella stagione 2000-2001 trascina il club fino alla finale play-off (poi persa contro il Blackpool) realizzando 14 reti in 37 partite di campionato, a cui aggiunge 2 presenze nei play-off (nei quali non gioca però la decisiva finale). Nell'estate del 2001 passa per 65000 sterline al Luton Town, altro club di quarta divisione, con cui pur giocando solamente 10 partite realizza 7 reti, contribuendo così alla promozione degli Hatters in terza divisione, categoria nella quale l'anno seguente realizza una rete in 3 presenze, arrivando così ad un totale di 334 presenze e 124 reti in carriera nei campionati della Football League.
Continua poi in realtà a giocare a livello semiprofessionistico fino al 2010, anno in cui si ritira definitivamente all'età di 39 nani,

### Allenatore
Nella stagione 2008-2009 ha allenato il Brentwood Town, mentre nella stagione 2010-2011 ha allenato l'Aveley.

## Palmarès

### Giocatore

#### Competizioni nazionali
- Isthmian League: 1

Braintree Town: 2005-2006

#### Competizioni regionali
- Essex Senior League: 1

Brentwood Town: 2006-2007
- Essex Senior League Cup: 1

Brentwood Town: 2006-2007

### Individuale
- Capocannoniere della quarta divisione inglese: 1

1992-1993 (27 gol, alla pari con Darren Foreman)